# Rivière Bostonnais
Rivière Bostonnais är ett vattendrag i Kanada.   Det ligger i provinsen Québec, i den sydöstra delen av landet, 300 km nordost om huvudstaden Ottawa.
I omgivningarna runt Rivière Bostonnais växer i huvudsak blandskog. Runt Rivière Bostonnais är det glesbefolkat, med 18 invånare per kvadratkilometer.